# Гра в кальмара
«Гра в кальмара» (кор.: хангиль: 오징어게임, НЛ: Ojing-eo Geim, англ. Squid Game) — південнокорейський вебсеріал в жанрі виживання, пригодницького бойовика, трилера і драми. Режисером і автором сценарію став Хван Дон Хьок. Серіал, що складається з 22-и епізодів, оповідає про групу людей, яким потрібні гроші. Вони приймають дивне запрошення взяти участь у дитячих іграх. На переможця чекає привабливий приз, але ставки тут смертельні.
17 вересня 2021 року відбулася світова прем'єра серіалу на платформі Netflix. Він швидко став найуспішнішим південнокорейським серіалом на цій платформі, а менше, ніж за місяць — найпопулярнішим на ній з-поміж усіх серіалів. «Гра в кальмара» здобула широкий відгук в інтернет-культурі.

## Сюжет
Чотириста п'ятдесят шість людей, які мають фінансові проблеми, приймають запрошення на участь в таємничій грі на виживання. Упродовж шести днів вони повинні проходити по одній дитячій грі. Переможець отримає 45,6 млрд вон (38,5 млн доларів США), а ті, хто програв, — загинуть.
Сон Гі Хун — невдаха, який встряв у борги та розлучений з дружиною. Одного разу він зустрічає в метро чоловіка, котрий пропонує зіграти в такджі, яка виконує роль азартної гри. У разі виграшу Гі Хун отримає гроші, а якщо програє — удар по обличчю. Гі Хун приймає умови, і вигравши, він отримує малий грошовий виграш та візитівку-запрошення до основної гри. Та тепер в разі програшу його чекає смерть.

## У ролях
Написання імен наведене за офіційними українськими субтитрами від Netflix.
- Лі Чон Че — Сон Гі Хун (№ 456): водій, любитель азартних ігор. Розлучений, живе зі своєю старою матір'ю та намагається фінансово забезпечити дочку. Приєднався до гри, щоб погасити свої численні борги перед лихварями.
- Пак Хе Су — Чо Сан У (№ 218): випускник Сеульського національного університету і керівник інвестиційної групи. Розшукується за крадіжку грошей у своїх клієнтів.
- О Йон Су —  О Іл Нам (№ 001): літній чоловік який вважає за краще померти в боротьбі, ніж покірно чекати смерті.
- Чон Хо Йон — Кан Се Бьок (№ 067): молода біженка з Північної Кореї. Приєдналася до гри аби допомогти молодшому брату, забраному до дитячого будинку.
- Хо Сон Те — Док Су (№ 101): гангстер, який використовує будь-які засоби, щоб вижити. Приєднався до гри, щоб погасити свої борги.
- Кім Чжу Рьон — Ган Мі Ньо (№ 212): загадкова хитра жінка, яка стверджує, що вона бідна мати-одиначка.
- Ві Ха Чжун — Хван Джун Хо, молодий офіцер поліції, який переховується серед персоналу гри, щоб знайти свого зниклого брата.
- Ю Сон Чу — (№ 111): лікар, який таємно співпрацює з групою корумпованих розпорядників гри, торгуючи органами вбитих учасників в обмін на інформацію про майбутні ігри.
- Лі Ю Мі — № 240: молода дівчина, яка щойно вийшла з в'язниці, куди потрапила за вбивство.
- Кім Сохьон — № 244: пастор, який відновлює у грі свою віру.
- Кон Ю — вербувальник гравців для нової гри.
- Лі Бьон Хон — фронтмен: організатор ігор.

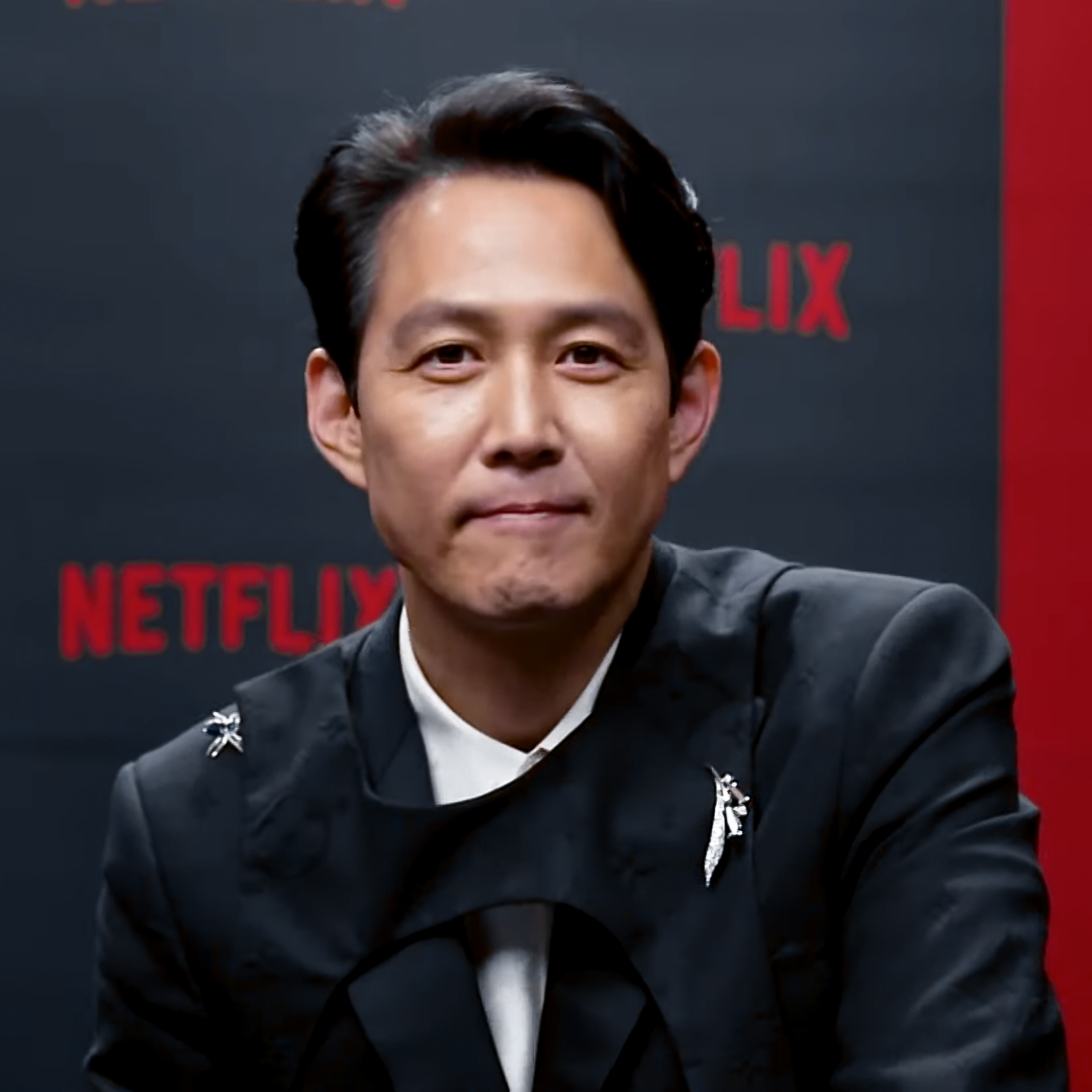
Лі Чон Че — Сон Гі Хун (№ 456)
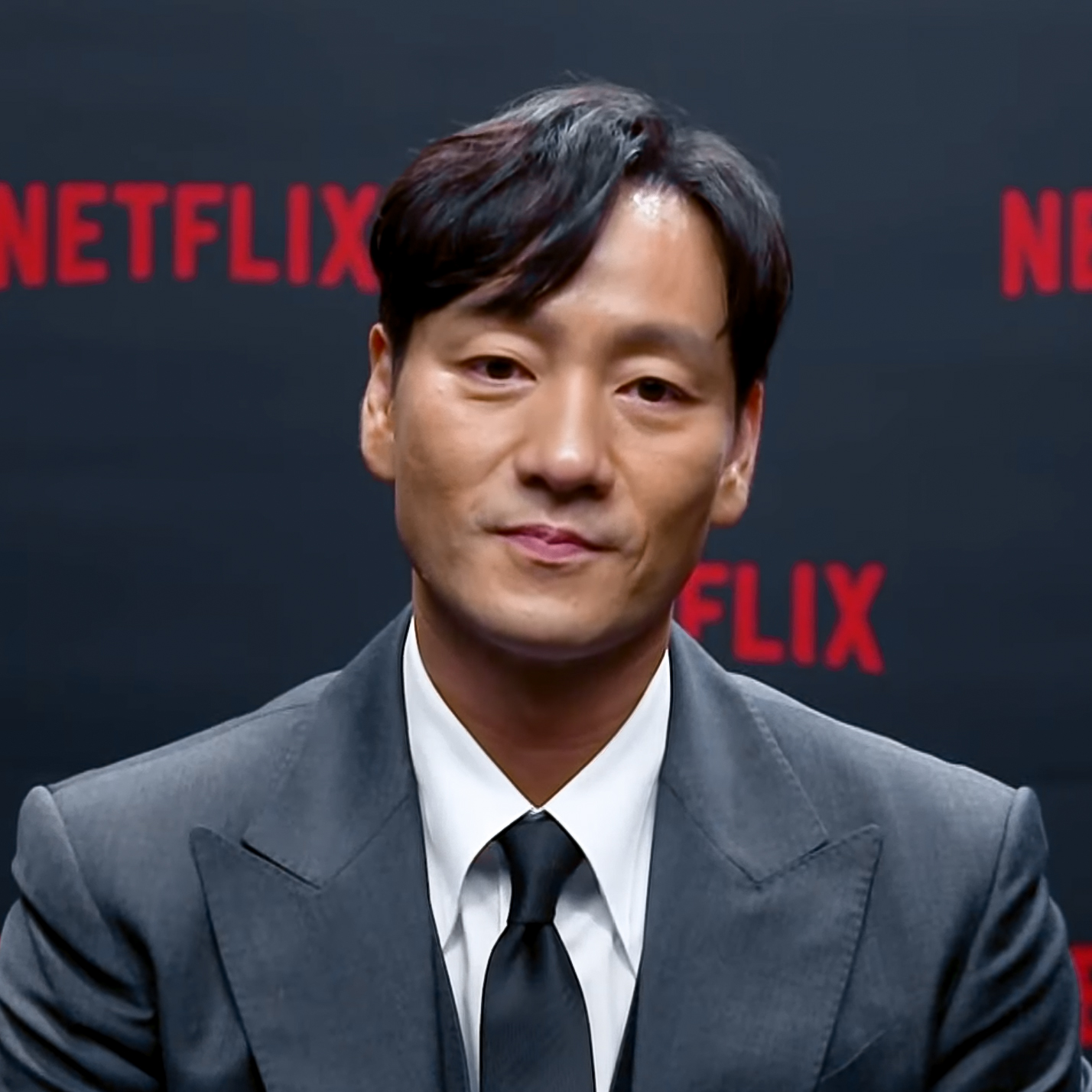
Пак Хе Су — Чо Сан У (№ 218)
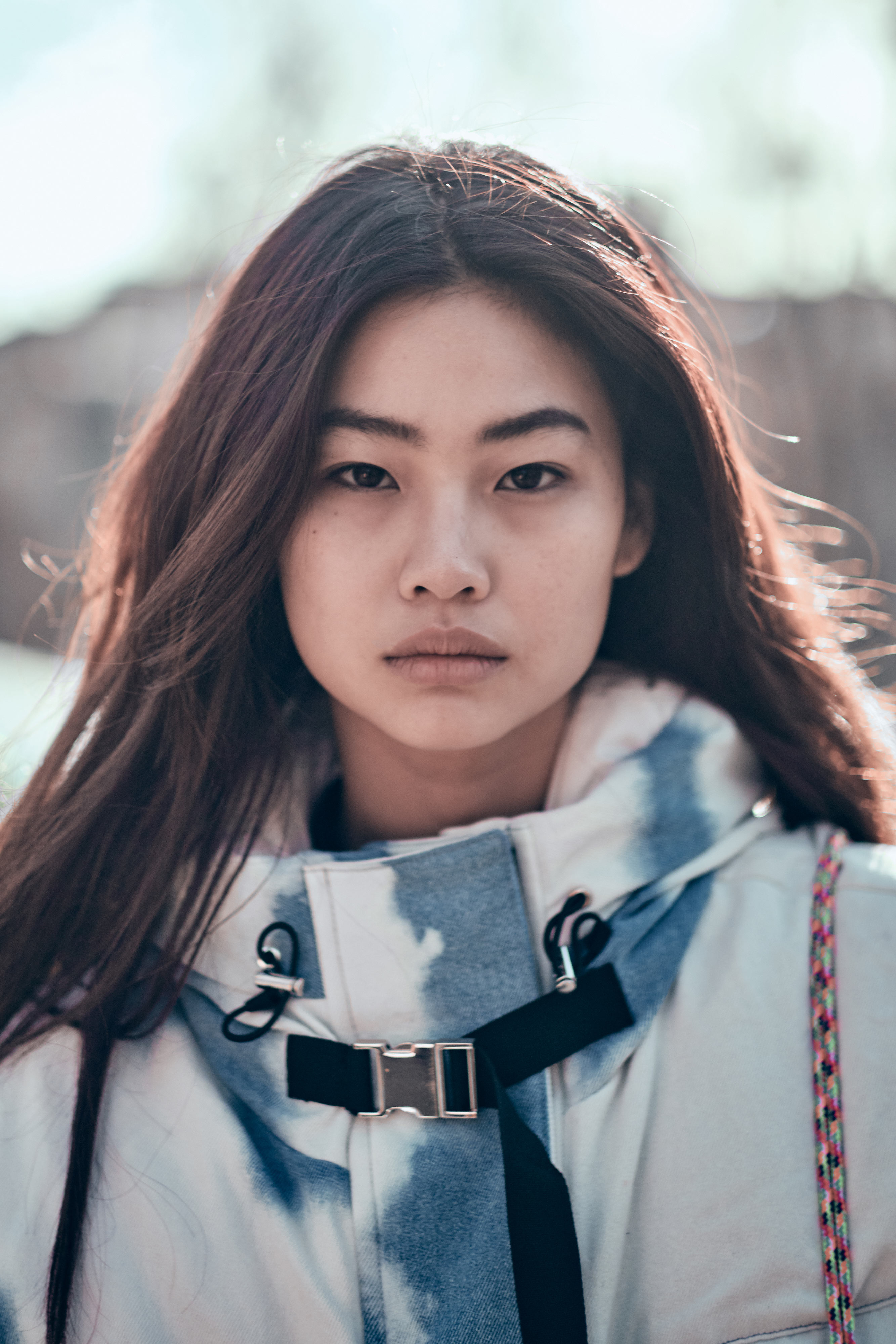
Чон Хо Йон — Кан Се Бьок (№ 067)
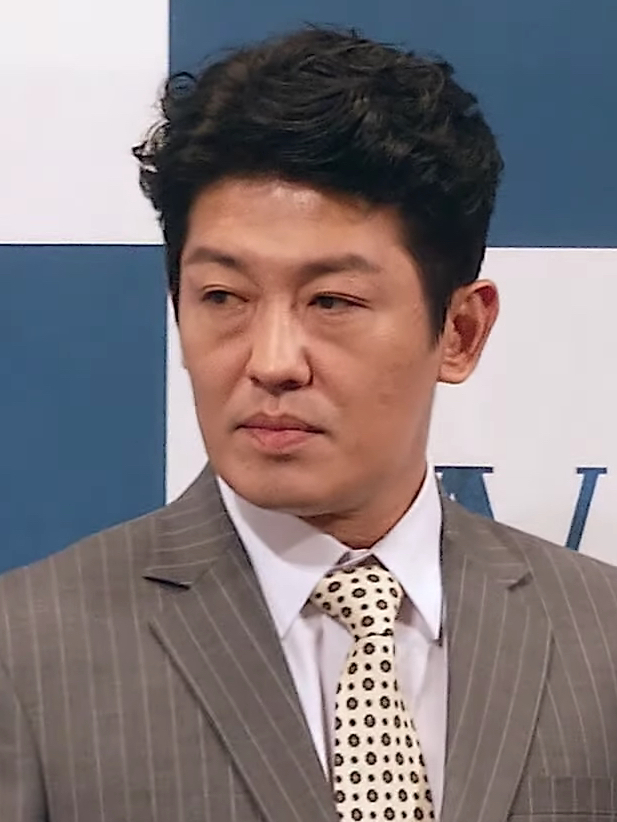
Хо Сон Те — Деок Су (№ 101)
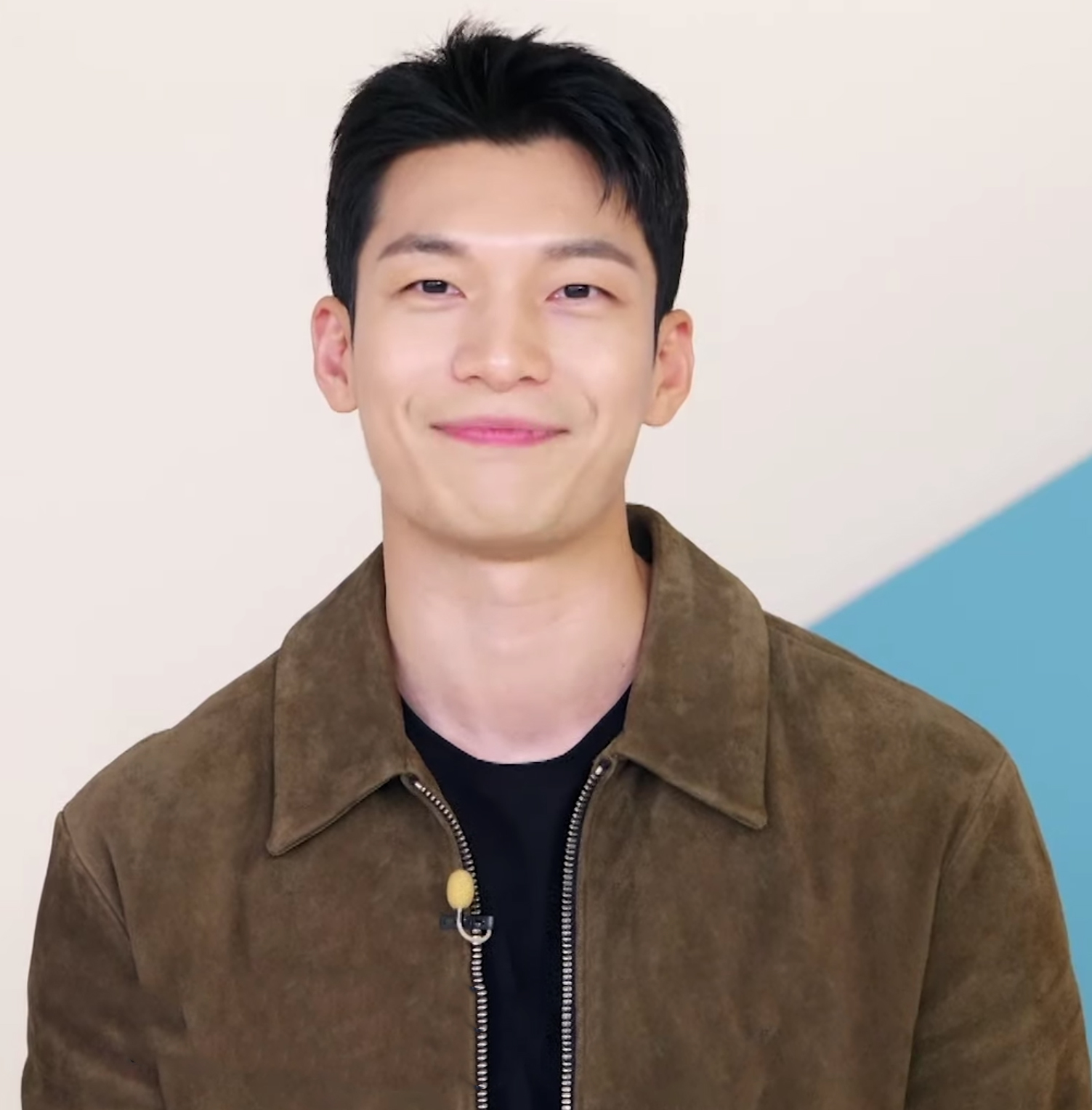
Ві Ха Чжун — Хван Джун Хо
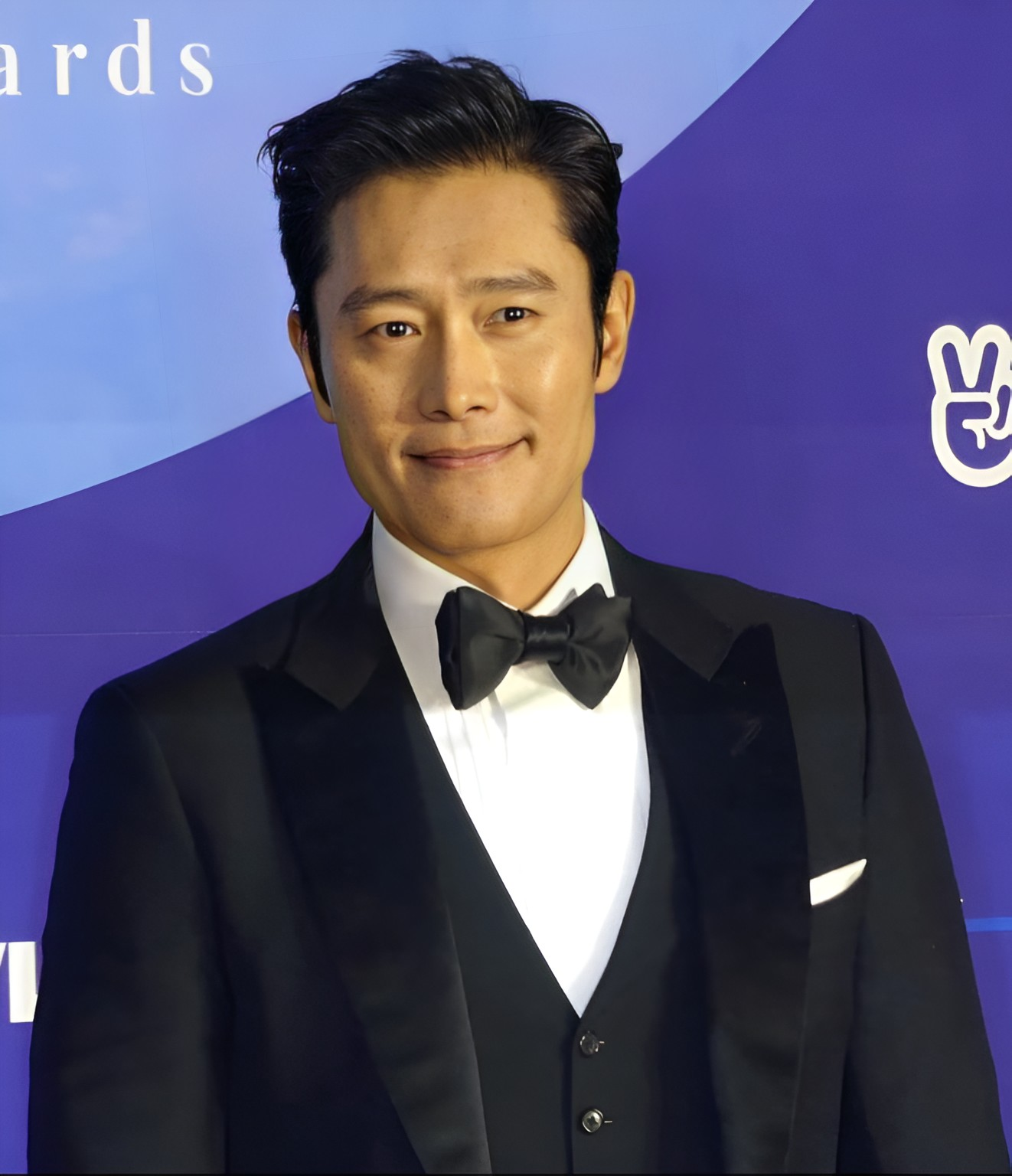
Лі Бьон Хон — фронтмен гри

## Український дубляж
- Павло Скороходько — Сон Гі Хун
- Лесь Гімбаржевський — Чо Сан У, Гравець 039
- Дарина Муращенко — Кан Се Бьок
- Кирило Татарченко — Алі, Мьон Кі
- Владислав Пупков — О Іл Нам
- Роман Чорний — Док Су
- Катерина Буцька — Мі Ньо
- Єлизавета Мастаєва — Джун Хі
- Роман Семисал — Фронтмен
- Вячеслав Скорик — Джун Хо
- Агнія Лодкіна — Га Йон
- Юрій Кудрявець — У Сок
- Михайло Войчук — Кім
- Євгеній Лісничий — Вербувальник, Танос
- Олександр Шевчук — Менеджер в масці
- Володимир Терещук — Чон Бе
- Олег Грищенко — Te Xo
- Сергій Гутько — Хьон Джу
- Богдан Крепак — Йон Сік, Гравець 353
- Людмила Чиншева — Ким Джа
- Марина Клодницька — Сон Ньо
- Діана Семенюк — Йон Мі
- Катерина Брайковська — Но Иль
- Роман Молодій — Нам Кю
- Наталія Ярошенко — Хьон Джу
- Євген Пашин — Чон Де
- Сергій Ладєсов — Детектив Сонг
- Ростислав Фоменко — Гравець 203, Кьон Сок

- А також: Валентина Сова, Дмитро Зленко, Наталія Калюжна, Юлія Малахова, Олена Бліннікова, Наталія Надірадзе, Тетяна Руда, Валерія Антонова, Дмитро Терещук, Ігор Грищенко, Роман Харандюк, Тамара Морозова, Марія Морозова, Андрій Вільколек, Владислав Васицький

Серіал дубльовано студією «Так Треба Продакшн» на замовлення компанії «Netflix» у 2021—2025 роках.
- Режисер дубляжу — Галина Желізняк
- Спеціалісти зі зведення звуку — Сергій Ваніфатьєв (сезон 1), Юрій Гелун (сезон 2, сезон 3, серії 3-4), Ігор Грищенко (сезон 3, серії 1-2, 5-6)
- Перекладачі — Юлія Почінок (сезон 1), Поліна Новікова (сезони 2-3)
- Менеджери проекту — Сергій Ваніфатьєв (сезон 1), Валерія Антонова (сезони 2-3)
- Менеджер студії — Ольга Чернявська

## Епізоди

### Перший сезон
Назви епізодів наведені за офіційними українськими субтитрами від Netflix.
| № серії | Назва серії                                                                    | Режисер(и)    | Сценарист(и)  | Оригінальна дата виходу |
| --- | ------------------------------------------------------------------------------ | ------------- | ------------- | ----------------------- |
| 1 | «Червоне світло, Зелене світло» «Red Light, Green Light / 무궁화 꽃이 피던 날» | Хван Дон Хьок | Хван Дон Хьок | 17 вересня 2021         |
| Сон Гі Хун дивом виграє в ставках на спорт, але стає жертвою злодійки. Через це він не може повернути велику суму кредиторам. В метро він зустрічає поважного чоловіка, котрий пропонує зіграти в азартну гру: якщо Гі Хун виграє раунд, то отримає гроші, але якщо програє — тоді чоловік вдарить його по обличчю. Після гри чоловік дає Гі Хуну візитівку, запрошуючи пограти з вищими ставками. Гі Хун радіє першому виграшу, але від матері, з якою живе, дізнається, що його колишня дружина з донькою планують переїхати в США. Щоб мати право опіки над донькою, Гі Хун повинен мати більше грошей. Гі Хун приймає пропозицію гри і його присипляють газом. Він опиняється в будинку, де перебувають ще 455 гравців, позначених номерами. Грою розпоряджається персонал у масках, а також наглядач «Фронтмен». Всі гравці перебувають в однаково важкому фінансовому становищі і мають шанс отримати величезну суму, якщо виграють шість ігор протягом шести днів. Гі Хун отримує номер 456 і дружиться з гравцем 001, літнім чоловіком, а ще впізнає серед гравців Чо Сан У, колишнього однокласника та бізнесмена. Також він зустрічає учасницю 067, кишенькову злодійку, яка вкрала його гроші. Перша гра називається «Червоне світло, Зелене світло», де можна рухатися після команди «зелене світло» і не можна після «червоне», мета — перетнути фінішну лінію; порушників застрелюють на місці. Хоча Гі Хун нажаханий, та Сан У заохочує грати далі, і рятує гравця 199. Усі троє опиняються серед переможців. |                                                                                |               |               |                         |
| 2 | «Пекло» «Hell / 지옥»                                                          | Хван Дон Хьок | Хван Дон Хьок | 17 вересня 2021         |
| Першого дня загинула майже половина учасників, тож частина вцілілих хоче припинити гру. За правилами це можливо, якщо так вирішить більшість гравців. Грошова нагорода в такому разі буде розподілена між родинами загиблих учасників. Голос гравця 001 стає вирішальним, і учасників повертають додому. Гі Хуна з учасницею 067 викидають майже голих там, де забрали. Повернувшись додому, Гі Хун звертається в поліцію, але ніхто не вірить його розповіді, і він не має жодних доказів. Лише детектив Хван Джун Хо вірить, адже знайшов у кімнаті свого зниклого брата таку ж візитівку, яку раніше отримав Гі Хун. Гі Хун зустрічає гравця 001, який каже, що життя на волі — справжнє пекло, гірше, ніж чесна, хоча й смертельна гра. Організатори дають гравцям шанс відновити гру, і багато хто повертається. Гі Хун дізнається, що його матері потрібна операція. Збрехавши їй, що їде у відрядження, він повертається до гри, щоб зібрати грошей. Крім нього до гри долучаються Сан У, якого збирається заарештувати поліція за фінансові махінації; гравець 001, який вважає, що все одно помре; учасниця 067, Кан Се Бьок, яка хоче вивезти своїх батьків з Північної Кореї; гравець 199, який напав на свого роботодавця за затримку зарплати; і гравець 101, гангстер-утікач. Джун Хо таємно стежить за Гі Хуном і бачить, як його забирають на авто. |                                                                                |               |               |                         |
| 3 | «Чоловік із парасолькою» «The Man with the Umbrella / 우산을 쓴 남자»          | Хван Дон Хьок | Хван Дон Хьок | 17 вересня 2021         |
| Джун Хо переслідує організаторів гри. Коли учасників везуть на поромі на острів, Джун Хо вбиває водія авто і переодягається в його уніформу. Прокинувшись наступного дня, гравці почуваються впевненіше, ніж раніше, та об'єднуються в групи. Гі Хуна, Сан У, гравець 001 і гравець 199 об'єднуються в команду і помічають, що більшість учасників повернулися, включаючи учасницю 212, яка першою просила дозволу піти. Учасниця 067 пробирається з туалету до вентиляційної шахти й підглядає за підготовкою наступної гри. У другій грі «Цукрові льодяники» учасники повинні за 10 хвилин за допомогою голки вирізьбити з цукрової карамелі попередньо обрану фігуру, не зламавши її. Сан У завдяки підказці від учасниці 067, обирає найпростішу фігуру — трикутник, але не розповідає нікому про секрет. Гі Хуну дістається найскладніша фігура — парасолька, але він здогадується лизати льодяник, щоб стоншити його, і врешті встигає завершити фігуру вчасно. Учасниця 212 допомагає гравцю 101 завершити гру за допомогою пронесеної потай запальнички, котрою та нагріває голку. Один учасник який програв бере в заручники охоронця, викриває його особу, а потім вчиняє самогубство, зрозумівши, що не покине острів живим. Фронтмен вбиває викритого охоронця, маску якого забирає Джун Хо. |                                                                                |               |               |                         |
| 4 | «Тримайся команди» «Stick to the Team / 쫄려도 편먹기»                         | Хван Дон Хьок | Хван Дон Хьок | 17 вересня 2021         |
| Між групами учасників починаються чвари через нестачу харчів. Гі Хун вирішує не спати вночі, чекаючи від супротивників якоїсь підлості. Тим часом учасник 111 — лікар, який продає органи убитих гравців, довідується від розпорядників, що ті зумисне підбурюють гравців до ворожнечі, не даючи достатньо харчів. Ще йому кажуть, якою буде наступна гра, й він ділиться цим секретом з учасником 101 Деок Су, щоби вступити в його групу й пережити ніч. Вночі Деок Су зі спільниками вбивають кількох гравців. Починається бійка, в якій гине ще більше учасників. Учасниця 067 об'єднується з Гі Хуном і тимчасово міняється номером з гравцем 199. Учасники третьої гри діляться на команди по 10 осіб і отримують 10 хвилин. Заздалегідь знаючи деталі, Деок Су згуртовує навколо себе сильних чоловіків. Гравців приковують до каната, кожна команда намагається стягнути супротивників у прірву. 001 хоча старий і слабкий, дає дієві поради, щоб перемогти. Завдяки цьому команда Гі Хуна майже виграє, але в останні секунди супротивники тягнуть канат на себе. |                                                                                |               |               |                         |
| 5 | «Справедливий світ» «A Fair World / 평등한 세상»                               | Хван Дон Хьок | Хван Дон Хьок | 17 вересня 2021         |
| Команда Гі Хуна виграє, але пригнічена тим, що інша загинула, за винятком 212. Джун Хо між тим довідується, що з острова можна втекти через крематорій, де спалюють трупи загиблих. Очікуючи вночі нападу, Гі Хун радиться з командою. 199 виказує, що команда Део Су убила минулої ночі свого. Тож Гі Хун з товаришами будує барикаду та підказує Деок Су, що його спільники зрадять його під час різанини. Підозрюючи, що це правда, Деок Су вирішує нікого не вбивати наступної ночі. Джун Хо розкриває змову 111 з персоналом, але про це також довідується фронтмен. Він убиває учасників змови і 111 та починає переслідувати Джуна Хо. Переховуючись, Джун Хо знаходить кабінет фронтмена, де виявляє дані, що гра проводиться вже понад 30 років, а його брат став переможцем у 2015 році. 001 тим часом стає зле, він ледве рухається і не може говорити. |                                                                                |               |               |                         |
| 6 | «Гганбу» «Gganbu / 깐부»                                                       | Хван Дон Хьок | Хван Дон Хьок | 17 вересня 2021         |
| Для наступної гри учасники об'єднуються в пари. 212 ніхто не хоче брати, і її забирають в невідомому напрямку. Наостанок вона викрикує, що Деок-су був у змові з лікарем. Учасники грають у кульки. Гу Хун об'єднується з 001, який називає його гганбу, що означає «найкращий друг». Але потім їм повідомляють, що треба грати одне проти одного. Мета — за правилами на вибір відібрати в супротивника всі кульки. 001 втрачає зв'язок з реальністю і Гі Хун лише хитрощами переконує його зіграти й неохоче користується його поганою пам'яттю, щоб отримати кульки. Втім, 001 потім каже, що добре все розумів і піддався зумисне, бо Гі Хун став його найкращим другом. 101 грає з 278 на рівних до самого кінця, поки випадково 101 не перемагає. 278 тікає, тож його застрелюють. 218 грає проти 199 і майже програє, але звинувачує супротивника в махлюванні. Він переконує 199 зіграти інакше і хитрим трюком відбирає в нього кульки. 240 говорить з 067 про своє минуле й вирішує, що 067 більше варта жити, тому дає себе обіграти. Перед смертю 001 повідомляє своє ім'я — О Іль Нам. |                                                                                |               |               |                         |
| 7 | «Особливо важливі персони» «VIPS»                                              | Хван Дон Хьок | Хван Дон Хьок | 17 вересня 2021         |
| Фронтмен доповідає телефоном, що на острів скоро прибудуть «VIP’и». Він здогадується, що Джун Хо поліцейський, і без успіху його шукає. Джун Хо вдає, що загинув, підклавши свої документи трупу, а насправді займає місце іншого розпорядника гри. На подив вцілілих гравців, 212 виявляється жива та глузує з них. «VIP’и» виявляються багатіями, що роблять ставки на учасників гри. Один з них намагається схилити Джуна Хо до гомосексуального сексу. Але той, погрожуючи пістолетом, примушує багатія розповісти про організаторів гри, а потім тікає з острова, прихопивши акваланг. Фронтмен біжить навздогін, але губить слід. Лишається 16 гравців. Учасникам п'ятої гри дають право вибрати, в якому порядку вони йтимуть. Гі Хуну зостається перший номер, бо інші бояться йти першими, не знаючи що їх чекає. Проте 096 з номером 16 просить пропустити першим його, щоб бодай раз у житті проявити сміливість. П'ята гра полягає в тому, щоб перетнути міст, який складається зі звичайного та загартованого скла; на вигляд вони однакові, але звичайне не витримає ваги людини і зламається. Частина гравців падає і розбивається, 212 скидає 101 разом з собою. Гі Хун, йдучи останнім, уже знає куди ступати. Живими лишаються він і ще двоє. |                                                                                |               |               |                         |
| 8 | «Фронтмен» «Front Man / 프론트맨»                                              | Хван Дон Хьок | Хван Дон Хьок | 17 вересня 2021         |
| Джун Хо дістається до сусіднього острова, звідки намагається зв'язатися з начальством, але сигнал поганий. Фронтмен переслідує його і наздоганяє. Джун Хо стріляє у фронтмена останньою кулею. Поранений, той знімає маску та виявляється братом Джун Хо. Фронтмен пропонує приєднатися до нього, а після відмови стріляє в брата, даючи йому впасти в море. З гравців лишаються Гі Хун, Чо Сан У та Кан Се Бьок. Вони отримують новий одяг і багате частування. Та Кан Се Бьок, поранена в попередній грі, стікає кров'ю. Після бенкету гравцям лишають ножі. Кан Се Бьок стає гірше, Гі Хун біжить за допомогою, а коли повертається, бачить, що Чо Сан У убив її. |                                                                                |               |               |                         |
| 9 | «Один удалий день» «One Lucky Day / 운수 좋은 날»                              | Хван Дон Хьок | Хван Дон Хьок | 17 вересня 2021         |
| Остання гра — це «гра в кальмара». Один грає в нападі, інший в захисті; мета нападника — торкнутися кола на майданчику в формі кальмара, яке обороняє захисник. Гі Хун не пробачає вбивства Кан Се Бьок, тоді як Чо Сан У наполягає, що вона була марна. Гі Хун перемагає Чо Сан У, проте згадує про право завершити гру за рішенням більшості. Він пропонує обом відмовитися від нагороди і таким чином вижити. Однак, супротивник встромлює ножа собі в шию та гине, наостанок просячи Гі Хуна допомогти його рідним. Гі Хун зустрічається з організатором гри в масці, який розповідає, що створив її для розваги таких самих багатіїв, як він сам. Гі Хуна викидають в рідному місті. Він впевнюється, що справді став багатим, але не наважується витратити гроші, зароблені на смертях людей. Вдома він виявляє, що його мати померла кілька днів тому. Також Гі Хун зустрічає матір Чо Сан У, якій не може сказати, що сталося з її сином. Одного разу Гі Хун отримує запрошення від організатора гри, яким виявляється О Іль Нам, гравець 001. Він каже, що життя багатих і бідних однаково нікчемне, бо для всіх їх головне — це гроші. О Іль Нам вигадав гру, щоб дізнатись чи є ще на світі люди, для яких гроші — це не все. Цю гру він заснував на тих іграх, які пам'ятав з дитинства. Його здивувало, що Гі Хун не скористався нагородою. О Іль Нам пропонує останню гру — Гі Хун виграє, якщо хто-небудь допоможе бездомному за вікном. Не дочекавшись результату, О Іль Нам помирає, але до бездомного таки приходить допомога. Гі Хун забирає брата Кан Се Бьок, Кан Чеола, з дитячого будинку та дає частку грошей матері Чо Санґ-ви. Він планує поїхати в США, щоб бути там поряд з донькою. Якось він бачить у метро того самого чоловіка, що запросив його до гри. Він відбирає візитівку у майбутнього учасника та телефонує за вказаним там номером. Гі Хун запитує, хто тепер розпоряджається грою і, не отримавши відповіді, вирішує з'ясувати це самотужки. |                                                                                |               |               |                         |

### Другий сезон
| № серії | Назва серії                                          | Режисер(и)    | Сценарист(и)  | Оригінальна дата виходу |
| --- | ---------------------------------------------------- | ------------- | ------------- | ----------------------- |
| 1 | «Хліб і лотерея» «Bread and Lottery / 빵과 복권»     | Хван Дон Хьок | Хван Дон Хьок | 26 грудня 2024          |
| Сон Гі Хун вирішив протистояти Фронтмену та витрачає виграні гроші на дворічні пошуки. Зрозумівши, що за ним стежать, Гі Хун знаходить у себе за вухом імплантований маячок і вирізає його. Хван Джун Хо вижив після падіння зі скелі та повернувся до роботи в поліції, хоча його розповідям про смертельну гру ніхто не повірив. Гі Хун співпрацює з Кімом, у якого раніше позичав гроші. Кім хоче знайти своїх зниклих боржників, які потрапили на гру. Кім і його напарник Чой Ву Сок після довгих пошуків знаходять вербувальника і спостерігають, як він пропонує бездомним хліб або лотерейний білет. Оскільки більшість обирає білет (жоден з яких не виграшний), вербувальник топче хліб і заявляє, що вони самі в цьому винні. Помітивши стеження за собою, вербувальник викрадає Кіма і Ву Сока і змушує їх грати в «ножиці-папір» і російську рулетку. Кім застрелюється, а Ву Сок лишається зв'язаним. Джун Хо впізнає Гі Хуна на вулиці та знаходить його сховок. Вербувальник перестріває Гі Хуна та розповідає як раніше вбив на грі свого батька. Він виправдовує вбивства тим, що учасники «покидьки», не варті життя. Вербувальник пропонує Гі Хуну зіграти в російську рулетку, але програє і застрелюється. |                                                      |               |               |                         |
| 2 | «Вечірка на Геловін» «Halloween Party / 할로윈 파티» | Хван Дон Хьок | Хван Дон Хьок | 26 грудня 2024          |
| Гі Хун і Джун Хо визволяють Ву Сока та забирають з тіла вербувальника запрошення на вечірку. Вони планують проникнути на острів, де проводиться гра, та перемогти Фронтмена. Ву Сок набирає команду найманців, а Гі Хун вставляє собі в зуб маячок. У той же час Гі Хун продовжує доглядати за матір'ю Сан Ву та Чеол. Він працює з брокером, щоб возз'єднати Кан Чеола з його матір'ю з Північної Кореї, і робить мовчазний дзвінок своїй дочці. Команда проникає на вечірку, де Гі Хуна проводять до лімузина. Фронтмен спілкується з ним через динамік і запитує чи хоче той «бути героєм». Гі Хун просить повернути його до гри, сподіваючись дістатися до Фронтмена. Той погоджується і лімузин наповнюється сонним газом. Кан Но-ул, північнокорейська біженка, яка прагне вивезти свою доньку з Півночі, приєднується до гри як солдат. Вона довідується, що її колега вирушив на «Гру в кальмара» з метою заробити грошей на лікування дочки. |                                                      |               |               |                         |
| 3 | «001»                                                | Хван Дон Хьок | Хван Дон Хьок | 26 грудня 2024          |
| Гі Хун отямлюється в кімнаті разом із 455 іншими гравцями. Ведучий оголошує нове правило: після кожної гри учасники голосуватимуть, і якщо більшість погодиться покинути гру, накопичені гроші будуть розділені між ними порівну. Джун Хо та його команда орендують корабель і пливуть за сигналом маячка Гі Хуна. Проте виявляється, що його видалили і підкинули звичайному рибалці. Продовжити пошуки не дозволяє шторм. Гі Хун впізнає гравця 390 — це його друг Чон Бе. Також там є гравець 007 Пак Йон-сік і його бабуся Джан Гум-джа — 149, та Лі Мен Гі (333) — ютюбер, який рекламував неуспішну криптовалюту й через нього багато учасників потрапили в борги. Перша гра, як і минулого разу — «Червоне світло, зелене світло». Гі Хун попереджає гравців, що програш означає смерть, однак, йому мало хто вірять. Гравець 230, молодий репер «Танос», приймає наркотики, сховані в нагрудному хресті, та зумисне штовхає інших гравців, щоб усунути суперників. Гі Хун і гравчиня 120 на ім'я Хюн Джу намагаються врятувати пораненого гравця, але Но-ул добиває його, спостерігаючи при цьому за колишнім колегою. Після гри Гі Хун закликає гравців проголосувати за закінчення і дізнається, що єдиний вижив у попередній грі. Голосів виявляється порівну. Тоді Фронтмен під виглядом гравця 001 віддає вирішальний голос за продовження. |                                                      |               |               |                         |
| 4 | «Шість ніг» «Six Legs / 여섯 개의 다리»              | Хван Дон Хьок | Хван Дон Хьок | 26 грудня 2024          |
| Гі Хуну сниться страшний сон про те, як він підвів усіх хибною порадою. Гравець 001 втирається в довіру до Гі Хуна та вигадує як приєднався до гри. Потім 001 розбороняє бійку гравців. Тим часом група солдатів на чолі з Офіцером починає вилучення органів убитих для продажу на чорному ринку. Офіцер наказує Но-ул не добивати поранених, щоб не псувати органи, але вона не слухається. Джун Хо намагається заручитися допомогою поліції, але безуспішно. На подив Гі Хуна, в поточній грі у другому раунді треба сформувати команди з п'яти учасників. Їхні ноги зв'язані між собою, завдання — до вичерпання часу пройти по колу та виграти п'ять ігор. В разі програшу будь-якої з них, дозволяється переграти. Но-ул, побачивши, що один програлий учасник ще живий, застрелює його. |                                                      |               |               |                         |
| 5 | «Ще одну гру» «One More Game / 한 판 더»             | Хван Дон Хьок | Хван Дон Хьок | 26 грудня 2024          |
| Після того, як команді Хен Джу вдається перемогти завдяки взаємній підтримці, багато інших команд надихаються й досягають успіху. Гі Хун об'єднується з Чон Бе, Джун Хі та гравцями 001 і 388 (Канг Де Хо). Вони перемагають у «Шість ніг», гравець 001 називає себе фальшивим іменем О Янг Іл. На Но-ул нападають двоє солдатів і б'ють її, попереджаючи не добивати поранених. Під час наступного голосування гравець 001 заохочує решту голосувати проти продовження гри, але більшість вирішує продовжити, вважаючи, що поточний виграш замалий. Ґі Хун зізнається Чон Бе про те, що сумнівається в своїй змозі врятувати гравців. Тим часом Джун Хо та Ву Сок, тепер із розширеною командою найманців, продовжують пошуки острова. Третя гра полягає в тому, що учасники повинні об'єднатися в групи по стільки людей, яке число буде оголошене, а потім добігти до кімнати. |                                                      |               |               |                         |
| 6 | «O X»                                                | Хван Дон Хьок | Хван Дон Хьок | 26 грудня 2024          |
| Тих, кого не взяли в групи, або хто не добігли до кімнат, убивають. У фінальному раунді Чон Бе стає свідком того, як гравець 001 задушує іншого гравця, який вже зайняв кімнату. Гі Хун і гравець 001 сперечаються, чи переконувати інших гравців голосувати проти продовження. Під час голосування кілька гравців, які раніше були «за», голосують «проти». Вирішальний голос знову видається гравцеві 001, що призводить до нічиєї. Гравцям дають добу до обмірковування повторного голосування. Наступного ранку учасникам видають залізні виделки до сніданку і Гі Хун здогадується, що це зброя. У туалеті Танос і Нам Кю змушують гравця 125 Мін Су змінити голос на «за», але за нього заступаються Мен Гі та інші гравці, що проголосували «проти». Спалахує бійка, Танос душить Мен Гі, але той смертельно ранить його виделкою. Тим часом команда Джун Хо знаходить вхід на гру, але виявляє, що це пастка з вибухівкою, яка вбиває одного з найманців. |                                                      |               |               |                         |
| 7 | «Друг чи ворог» «Friend or Foe / 친구인가 적인가»    | Хван Дон Хьок | Хван Дон Хьок | 26 грудня 2024          |
| Капітан Пак з команди Джун Хо виявляється подвійним агентом, який саботував їхній дрон спостереження. Після бійки у ванній кімнаті гравці розуміють, що можуть вбивати одні одних виделками і вплинути на результат голосування. Гі Хун переконує невелику групу гравців «проти» уникати нападу на суперників, пояснивши, що організатори гри не зацікавлені в їхньому виживанні. Гі Хун міркує над різними варіантами розвитку подій. Вночі озброєні виделками гравці «за» нападають на суперників, але група Гі Хуна ховається під ліжками і вилазить тільки тоді, коли прибувають солдати. Група Гі Хуна вбиває солдатів, відбирає в них зброю, а одного лишає живими як провідника. Вони піднімають бунт і змушують вцілілого солдата провести їх до диспетчерської. Однак по дорозі в них стріляють інші солдати. Де Хо, якому доручили зібрати набої, панікує і не повертається вчасно. Гравець 001 зраджує групу, вбиваючи двох гравців і імітуючи свою смерть. Решту гравців схоплюють. Ґі Хун і Чон Бе приводять до Фронтмена, який застрелює Чон Бе і каже, Гі Хуну, що це його вина, бо він хотів бути героєм. |                                                      |               |               |                         |

### Третій сезон
| № серії | Назва серії                                                     | Режисер(и)    | Сценарист(и)  | Оригінальна дата показу |
| --- | --------------------------------------------------------------- | ------------- | ------------- | ----------------------- |
| 1 | «Ключі й ножі» «Keys and Knives / ^열쇠와 칼»                   | Хван Дон Хьок | Хван Дон Хьок | 27 червня 2025          |
| Після придушення невдалого повстання Кан Но-ул ранить Гравця 246, Кьон Сока, і здає його під виглядом убитого на вилучення органів. Сон Гі Хуна повертають до гуртожитку, де він пізніше дізнається, що решта повстанців страчені (крім Хьон Джу та Кан Де Хо). При наступному голосуванні Гі Хун звинувачує Де Хо у провалі повстання. Перед наступною грою учасників проводять повз підвішені трупи повстанців. Чергова гра — це смертельна версія хованок. Учасники однієї команди (зеленої) повинна знайти вихід з лабіринту, або лишитися живими до вичерпання часу. Учасники іншої (рожевої) повинні вбити вбити хоча б одного з них, інакше будуть убити самі. В лабіринті є двері, але зелена команда володіє різними ключами. Перед грою Де Хо звинувачує Гі Хуна в організації повстання з метою усунути конкурентів. Пак Йон-сік і його бабуся Джан Гум-джа опиняються у різних командах і міняються з Мьон Кі та Йон Сік, щоб опинитися в зеленій команді. Мьон Кі неохоче об'єднується з Нам Кю як ловці. В операційній Но-ул розстрілює торговців органами та примушує лікаря врятувати Кьон Сока. Тим часом команда Джун Хо продовжує шукати острів з новим оператором дрона. Ву Сок підозрює, що капітан корабля злочинець. Фронтмен наказує Паку всіх, хто розкриють його причетність до ігор.                                                                          |                                                                 |               |               |                         |
| 2 | «Зоряна ніч» «The Starry Night / 별이 빛나는 밤에»              | Хван Дон Хьок | Хван Дон Хьок | 27 червня 2025          |
| Но-ул убиває лікаря після того, як він переливає Кьон Соку її кров. Під час гри в хованки Хьон Джу, Гум-джа та Джун Хі об'єднуються. Мьон Кі неохоче співпрацює з Нам Гу, вбиваючи більше учасників зеленої команди, щоб лишити менше цілей для вбивства конкурентам. Сон Ньо веде за собою групу, запевняючи, що їй допомагають духи. Але в результаті вони потрапляють у засідку і лише Сон Ньо виживає. Вона знаходить вихід, але для його відчинення потрібно зібрати три ключі. Тому вона повертається і знаходить Гравця 100 Чон Де, що прикинувся вбитим. Вони збирають три ключі, та Чон Де зраджує Сон Ньо, проскочивши у вихід і забравши один ключ, щоб вона не могла вибратись. Потім її вбиває Мі Су. Вагітна Джун Хі травмує ногу і потім у неї починаються перейми. Джан Гум-джа приймає пологи, Джун Хі народжує дівчинку. Хьон Джу отримує удар ножем у спину від Мьон Кі одразу після того, як вона також знаходить вихід. Мен Гі не наважується вбити Джун Хі та її дитину. Гі Хун, який потрапив у рожеву команду, переслідує Де Хо, який зізнається в боягузтві, яке стало причиною провалу повстання. Вони борються і Гі Хун задушує Де Хо. Йон-сік до кінця гри нікого не зарізав, тому Джан Гум-джа пропонує вбити її. Гі Хун намагається скоїти самогубство, але його зупиняють охоронці.                                                                       |                                                                 |               |               |                         |
| 3 | «Це не твоя провина» «It's Not Your Fault / 당신의 탓이 아니다» | Хван Дон Хьок | Хван Дон Хьок | 27 червня 2025          |
| Гості гри, переодягнені в охоронців, добивають програлих. Гум-джа благає гравців проголосувати проти продовження гри, але її ігнорують. Вона закликає Гу Хуна захистити Джун Хі та її новонароджену доньку. Він спершу відмовляється, і вона вішається. Тим часом Джун Хо знаходить скелю, де в нього вистрілив брат, і обстежує острів. У будинку капітана Пака Ву Сок знаходить схованку з грошима, форму охоронця та фотографію Пака з вербувальником, і розуміє, що капітан причетний до ігор. Але його заарештовують, перш ніж він встигає піти. Гі Хун допомогти Джун Хі та її новонародженій доньці в наступній грі: «Стрибки через скакалку». Гравці повинні перетнути міст, розташований над проваллям, уникаючи скакалки, яку крутять дві величезні ляльки. Спочатку ніхто не наважується піти першим. Тоді Мін Су помічає, що Нам Кю досі володіє хрестом Таноса, в якому сховано наркотики. Він хапає хрест і кидає його на міст. Нам Кю досягає середини мосту, але виявляє, що наркотиків нема, і скакалка скидає його в прірву. Гості вирішують, що дочка Джун Хі зараховується як гравець. Гі Хун бере немовля та переносить його через міст. Підбадьорений Гравець 096 йде за ним, але починає зіштовхувати інших гравців, щоб збільшити свій призовий фонд. Тим часом Но-ул знаходить офіцера, якого змушує знайти катер і допомогти їй втекти з острова з Кьон Соком. |                                                                 |               |               |                         |
| 4 | «222»                                                           | Хван Дон Хьок | Хван Дон Хьок | 27 червня 2025          |
| Гі Хун убиває Гравця 096. Мьон Кі підходить до Джун Хі, яка показує йому свою травмовану ногу. Потім вона довіряє дитину Гі Хуну й гине. Гості голосують за те, щоб дозволити дитині залишитися в грі як Гравець 222 замість матері. Кьон Соку та Но-ул вдається втекти на катері, але їх відстежують охоронці. У гуртожитку, після того, як було оголошено, що дитина Джун Хіі замінить її матір як Гравець 222, деякі гравці обурюються і намагаються вбити немовля, проте їх зупиняють охоронці. Організатори оголошують, що відтепер гравцям не можна вбивати одне одних за межами ігор. Чон Де збирає однодумців, які збираються вбити дитину та Гі Хуна в наступній грі. Мьон Кі вдає, що приєднується до них. Перед фінальним раундом Фронтмен викликає Гі Хуна на особисту розмову та пропонує вбити решту гравців, поки вони сплять, щоб забезпечити виживання собі та немовляті. Для цього він дає Гі Хуну ножа. Ву Сок ненадовго тікає з поліційської дільниці та повідомляє Джун Хо, що капітан Пак спільник Фронтмена. Коли Пак збирається вбити всіх на борту корабля, Джун Хо застрелює його гарпуном. Но-ул через погрози, що її дочці нашкодять, погоджується повернутися, але дає Кьон Соку втекти самому. |                                                                 |               |               |                         |
| 5 | «○△□»                                                           | Хван Дон Хьок | Хван Дон Хьок | 27 червня 2025          |
| Гі Хун вагається, чи послухатися поради Фронтмена, але зрештою вирішує не вбивати решту гравців уві сні через спогад про слова Кан Се Бьок. Наступного дня Гі Хун з немовлям та інші гравці проходять до фінальної гри — «Гри в небесного кальмара». Но-ул повертається на острів, зустрічає офіцера, що погрожував їй, і схопивши автомат, змушує його стерти всі цифрові записи про Кьон Сока. В наступній бійці вона застрелює офіцера та спалює паперові досьє на гравців. Фінальна гра вимагає від гравців переходити між трьома платформами, щоразу скидаючи когось одного. Таким чином переможців може бути декілька. Учасники, за винятком Гі Хуна, вирішують визначити жертву голосуванням. Мін Су гине через галюцинації про всіх, хто загинули через нього. Мьон Кі вбиває Гравця 336, зіштовхнувши його з платформи, і пояснює, що він батько немовляти. Гі Хун вбиває Гравця 203, коли той нападає на нього, а Мьон Кі зіштовхує Гравця 353. Чон Де благає про пощаду, але Мьон Кі скидає його. Гравець 039 скоює самогубство, стрибнувши з платформи. Джун Хо рятує Кьон Сока та застрелює охоронців, посланих для його захоплення. |                                                                 |               |               |                         |
| 6 | «Люди…» «Humans Are... / ^사람은...»                            | Хван Дон Хьок | Хван Дон Хьок | 27 червня 2025          |
| Мьон Кі очікує, що Гі Хун віддасть йому дитину, яку він скине разом з Гі Хуном і отримає всі гроші. Гі Хун вдає, що згідний, поклавши немовля посередині містка між платформами. Він користується цим, щоб скинути Мьон Кі, який зачіпляється за нього на краю платформи. Гі Хун користується ножем, даним йому Фронтменом, щоб позбутися Мьон Кі. Це, однак, не зараховують як жертву, тому Гі Хун кидається з платформи, лишивши весь виграш дитині. Його смерть шокує гостей і Фронтмена. До острова наближається берегова охорона, викликана Джун Хо, тому Фронтмен оголошує евакуацію і підриває острів. Шість місяців по тому Кьон Сок возз'єднується зі своєю дочкою та зустрічає Но-ул у парку атракціонів. Но-ул готується до поїздки в Китай, де може бути її дочка. Брат Се Бьок, Чхоль, возз'єднується зі своєю біологічною матір'ю. Ву Сок, відсидівши у в'язниці за вторгнення в житло Пака, планує зайнятися готельним бізнесом. Джун Хо отримує дочку Джун Хі та виграні нею гроші. Фронтмен знаходить дочку Гі Хуна та передає їй батьковий одяг і гроші. У провулку він бачить вербувальницю до нової версії Гри в кальмара. |                                                                 |               |               |                         |

## Виробництво

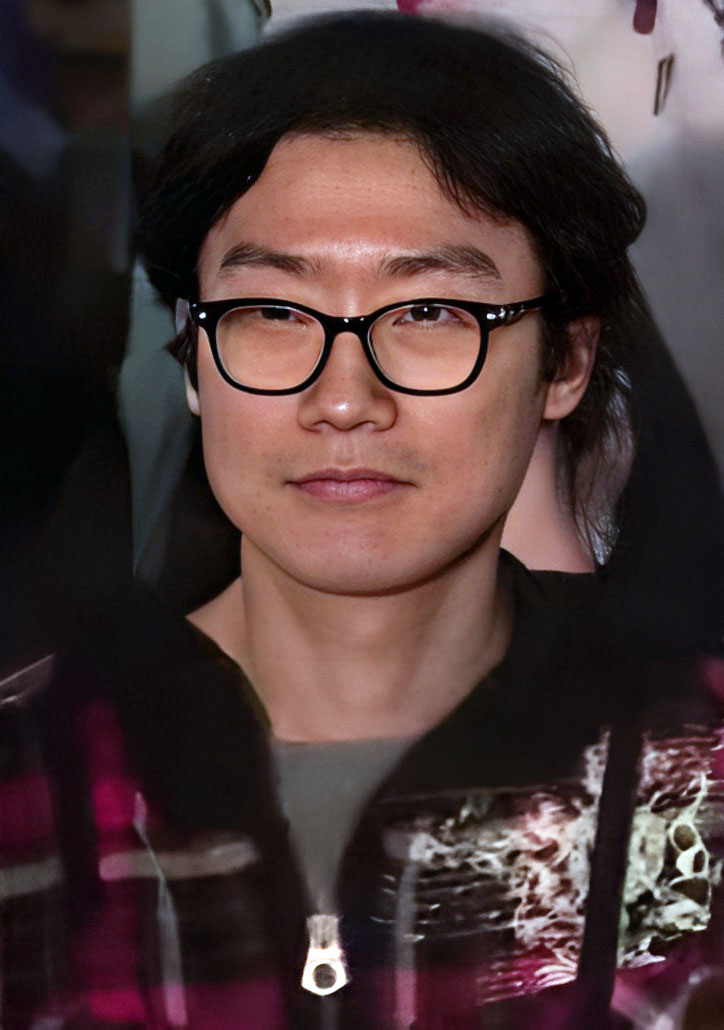
Хван Дон Хьок

### Розробка сценарію
2 вересня 2019 року компанія Netflix оголосила про початок розробки південнокорейського серіалу з робочою назвою «Раунд шість» (англ. Round Six) сценаристом і продюсером якого стане Хван Дон Хьок. Сюжет майбутнього серіалу був заснований на корейській дитячій дворовій грі 1970-х і 1980-х років під назвою «гра в кальмара». Режисер Хван Дон Хьок зазначав: «Я хотів написати історію, що стане алегорією або байкою на сучасне капіталістичне суспільство, щось, що зображує конкуренцію в екстремальному виді, екстремальну конкуренцію життя. Але при цьому я хотів використовувати персонажів, яких ми всі зустрічаємо в реальному житті».
Хван Дон Хьок розробив концепцію серіалу у 2008 році, коли жив, подібно до його головного героя, зі своєю матір'ю і бабусею і мав обмаль грошей. Початковий варіант сценарію був готовий у 2009 році, джерелом натхнення для нього послугувала японська манґа про виживання — «Королівська битва» (Battle Royale, バトル・ロワイアル), «Гра брехунів» (Liar Game, ライアーゲーム) і «Азартний апокаліпсис: Кайджі» (Gambling Apocalypse: Kaiji, 賭博黙示録カイジ). Через брак грошей Хвану довелося продати свій ноутбук за 675 доларів. Він характеризував свій твір як «історію про невдах». Головні герої, Гі Хун і Сан Ву уособлюють риси самого Хвана, їхній образ заснований на життєвому досвіді режисера, адже той вийшов з бідної родини, закінчив Сеульський національний університет, і родина й сусіди покладали на нього великі сподівання. Хван Дон Хьок писав сценарії кожного епізоду самостійно. Сценарії перших двох писалися 6 місяців, далі режисер звернувся до друзів, щоб отримати поради з поліпшення сюжету. Розробку серіалу він потім згадував фізично і розумово виснажливою.
Вибір смертельних ігор обумовлений враженнями Хвана Дон Хьока від дитячих ігор, у які грав він сам. «Гру в кальмара» він вважав найагресивнішою, а тому «найсимволічнішою грою, що відображає сьогоднішнє суспільство, засноване на конкуренції, тому я вибрав її як назву серіалу». Гра «Червоне світло. Зелене світло» сподобалася за можливість всього за один раунд позбутися від безлічі гравців які програли. Хван в дитинстві лизав льодяники під назвою далґона, щоб видобути фігурку в центрі, і вирішив додати це як гру в серіал.
Перші спроби почати екранізацію виявилися невдалими. Режисер намагався продати сценарій різним продюсерським компаніям упродовж майже десяти років, але місцеві студії відкидали ідею, вважаючи її надмірно гротескною і надто нереалістичною. Проте у 2010-і роки стримінговий сервіс Netflix став розширювати глядацьку авдиторію за межами Північної Америки і почав інвестувати у виробництво серіалів в інших регіонах, з-поміж них і в Південній Кореї. Генеральний директор Netflix Тед Сарандос визнав у 2018 році, що чекає великих успіхів від зарубіжних проєктів. Отож, Netflix зацікавився сценарієм Хвана в 2019 році, а у вересні того ж року оголосив про початок розробки серіалу за сценарієм Хвана під робочою назвою «Раунд шість» (Round Six). Сценаристом і продюсером став сам Хван Дон Хьок.
На думку Хвана, зйомки серіалу стали можливі тому, що суспільство стало жорстокішим і ще більш нерівним. Через це його сценарій вже не має такого неймовірного вигляду, як раніше. Режисер зазначив, що пандемія COVID-19 лише посилила економічну нерівність між суспільними класами Південної Кореї, тому серіал став актуальним.

### Фільмування

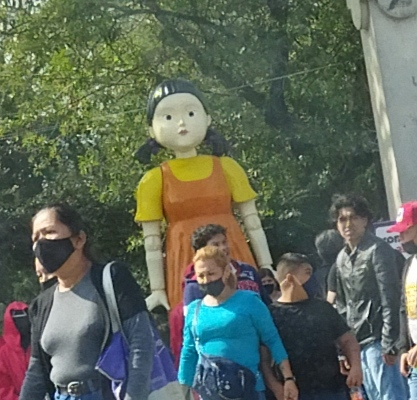
Скульптура ляльки з серіалу

Фільмування серіалу відбувалося з червня по жовтень 2020 року. Через пандемію COVID-19 в процесі сталася затримка на місяць. Кошторис склав $21,4 млн. У планах Netflix було привернути широку глядацьку аудиторію, тому особлива увага зверталася на зрозумілий візуальний ряд і прості правила ігор, зрозумілі попри мовні бар'єри. Яскраві декорації та костюми слугували для створення атмосфери фантазії. Зокрема, лабіринти зі сходами, якими гравці потрапляють до ігрових зон, засновані на малюнках Мауріца Ешера. Гравці і охоронці отримали одяг різного кольору, що підкреслює різницю між ними. Бірюзові спортивні костюми гравців відсилають до спортивного одягу 1970-х років. Квадрат, коло та трикутник, зображені на масках розпорядників, відсилають до розмітки поля для «Гри в кальмара». Вони позначають ієрархію розпорядників, подібну на ієрархію каст мурах: квадрат носять командувачі, трикутник солдати, а коло робітники. Ці три фігури також є літерами корейської абетки хангиль та складають перші літери в корейській назві серіалу.
У процесі створення серіалу комбінувалися фізичні декорації та використання хромакею. Так, у грі зі скляним мостом декорації перебували на висоті всього 1,5 метра від землі, а для імітації висоти використовувалася комп'ютерна графіка. Водночас висоти було достатньо, щоб актори нервували, стрибаючи з панелі на панель, що додало правдоподібності. Найбільше часу знімальна група витратила на створення декорацій кварталу для гри в кульки. На меті було поєднання реалізму і фальші, що відображало природу життя і смерті в самих іграх.
Механізована лялька з першого епізоду, що слідкує за учасниками гри, заснована на Йонхі — дівчинці з обкладинок корейських підручників 1970-х і 1980-х років. Лялька співає пісеньку про квітку гібіскуса, що є національним символом Південної Кореї. Таким чином вона нагадує багатьом глядачам про дитинство і водночас лякає смертельною загрозою.

### Подальші плани
Хван Дон Хьок повідомляв у вересні 2021 року, що не планує писати продовження сценарію «Гри в кальмара» найближчим часом, а якщо візьметься за це, то звернеться до співпраці з досвідченими сценаристами і режисерами. Для газети «The Times», Хван розповів у жовтні 2021, що в другому сезоні «Гри в кальмара» більше уваги може приділятися історії фронтмена та роботі поліції. Хван, який сам у минулому був офіцером поліції, зазначив: «Я думаю, що проблема з поліцейськими — це проблема не тільки Кореї. Я бачу в світових новинах, що поліція може дуже пізно реагувати на події, що призводить до збільшення числа жертв або погіршення ситуації через те, що вони не діють досить швидко. Я б хотів порушувати це питання». Він додав, що також хотів би досліджувати відносини між фронтменом і його братом-поліцейським, а також передісторію вербувальника, роль якого виконав Кон Ю.
10 листопада 2021 року режисер і сценарист «Гри в кальмара» Хван Дон Хьок анонсував знімання другого сезону серіалу: «Нині я займаюся плануванням. Але я думаю, що ще зарано говорити, коли і як це станеться».
Директор по контенту Netflix Тед Сарандос у січні 2022 року наголосив, що всесвіт «Гри в кальмара» тільки починається. Він помістив південнокорейську драму про змагання на виживання у категорію розважальних франшиз Netflix, яка зростає та, на думку компанії, має потенціал за межами потокового сервісу – із живими івентами, іграми та товарами. До таких серіалів Сарандос також відніс «Бріджертонів» та «Дивні дива».
Спочатку Хван задумував продовжити серіал лише другим сезоном, але зрештою розділив його на другий і третій через завеликий обсяг. Як планував Хван, після закінчення другого сезону Гі Хун повинен був опинитися «на дуже критичному роздоріжжі».

## Саундтрек
Саундтрек до серіалу було окремо видано 17 вересня 2021 року.
| Трекліст «Гри в кальмара» | Трекліст «Гри в кальмара»        | Трекліст «Гри в кальмара» | Трекліст «Гри в кальмара» | Трекліст «Гри в кальмара» |
| #                         | Назва                            | Автор музики              | {{{extra_column}}}        | Тривалість                |
| ------------------------- | -------------------------------- | ------------------------- | ------------------------- | ------------------------- |
| 1.                        | «Way Back Then»                  | Чон Чже Іль               | Чон Чже Іль               | 2:31                      |
| 2.                        | «Round I»                        | Чон Чже Іль               | Чон Чже Іль               | 1:19                      |
| 3.                        | «The Rope Is Tied»               | Чон Чже Іль               | Чон Чже Іль               | 3:18                      |
| 4.                        | «Pink Soldiers»                  | 23                        | 23                        | 0:38                      |
| 5.                        | «Hostage Crisis»                 | 23                        | 23                        | 2:22                      |
| 6.                        | «I Remember My Name»             | Чон Чже Іль               |                           | 3:13                      |
| 7.                        | «Unfolded...»                    | Чон Чже Іль               |                           | 2:38                      |
| 8.                        | «Needles and Dalgona»            | Пак Мін Чжу               |                           | 3:44                      |
| 9.                        | «The Fat and the Rats»           | Пак Мін Чжу               |                           | 1:52                      |
| 10.                       | «It Hurts So Bad»                | Чон Чже Іль               |                           | 1:13                      |
| 11.                       | «Delivery»                       | 23                        |                           | 4:55                      |
| 12.                       | «Dead End»                       | 23                        |                           | 5:25                      |
| 13.                       | «Round VI»                       | Чон Чже Іль               |                           | 5:54                      |
| 14.                       | «Wife, Husband and 4.56 Billion» | Чон Чже Іль               |                           | 4:26                      |
| 15.                       | «Murder Without Violence»        | Пак Мін Чжу               |                           | 1:53                      |
| 16.                       | «Slaughterhouse III»             | Чон Чже Іль               |                           | 8:16                      |
| 17.                       | «Owe»                            | Чон Чже Іль               |                           | 2:26                      |
| 18.                       | «Uh...»                          | Чон Чже Іль               |                           | 3:38                      |
| 19.                       | «Dawn»                           | Чон Чже Іль               |                           | 6:41                      |
| 20.                       | «Let's Go Out Tonight»           | Чон Чже Іль               |                           | 3:27                      |
| 69:49                     |                                  |                           |                           |                           |

## Оцінки й відгуки

### Сприйняття критиками
На сайті Rotten Tomatoes перший сезон серіалу має рейтинг 95 % схвальних рецензій критиків, другий — 82 %, а третій — 78%. На Metacritic серіал отримав 63 бали зі 100, що свідчить про «загалом позитивні рецензії», другий —61, а третій — 66.
В другому сезоні Netflix запровадив низку маркетингових кампаній: бренд-колаборації, вірусні ідеї, що досягли понад 330 млн переглядів та 2,8 млрд годин перегляду в грудні 2024 року.
Роберт Ллойд відзначив для «Los Angeles Times», що поряд із зображенням різанини та своєрідних гладіаторських боїв фільм досліджує соціальні проблеми, декотрі з яких матимуть особливий резонанс для корейських глядачів. А актор Лі й актриса Хо навіть під своїми карикатурними ролями дають змогу побачити людей. Ллойд зауважив, що жанр серіалу диктує вимоги до сюжету, тож «Якщо ви не маєте культурної пам'яті, як у золотих рибок, то можете екстраполювати з першого епізоду багато чого, що відбувається у наступних восьми».
Квінсі Ліґарді писала для «Polygon», що «Історія типу „Королівської битви“, де люди змушені вбивати одні одних заради свободи та ресурсів, не є чимось новим. Але „Гра в кальмара“ позначає свою територію, по-перше, особливо дикими передумовами та постійною напругою навколо сценаріїв „жити чи померти“, а по-друге, зосереджуючись на рішеннях кожного персонажа, коли вони борються за вибір між виживанням та людяністю… Серіал вдається, тому що він створює двопланових персонажів і поважає кожен їхній вибір — допомогти, чи нашкодити, зберегти свою людяність чи пожертвувати нею заради прибутку. Хоча сама гра є притчею, персонажі повністю, емпатично людяні». Підкреслювалося, що «Гру в кальмара» місцями незручно дивитися, адже неприємно бачити кров і смертельні раунди. Та тим самим серіал підіймає ще одну важливу тему — тему того, як всі ми сприймаємо насильство щодо чужих нам людей.
Джолі Герман для Common Sense Media відгукнулася, що серіал однозначно жорстокий, але цим спонукає задуматися про людську природу. Дещо клоунський головний персонаж Сонґ Гі Хун, невдаха, вельми цікавий тим, яким холодним убивцею він може бути в грі, що створює інтригуючу напругу. Також вказувалося, що персонажі опиняються в трагічному становищі часто через свої пристрасті до азарту, обману чи визискування грошей.
Пуджа Саркар у матеріалі для «The Daily Star» зробив висновок, що серіал викриває тезу про «рівні можливості». Хоча фронтмен запевняє в чесності правил і свободі вибору кожного з учасників, але насправді гра завідомо нечесна: розпорядники таємно підбурюють учасників до ворожнечі, голосування фактично підкуплене обіцянкою винагороди. «Чи існує свобода вибору для осіб, які вже потопають у боргах, з сім'ями, які піклуються про них та мають юридичні наслідки? Коли з'являється рішення, навіть небезпечне, це обмежує їхню свободу волі та вибір».
На серіал звернули увагу в Північній Кореї, з боку якої прозвучало, що «Гра в кальмара» — це «викриття реальності південнокорейського суспільства, де знищення слабких і корупція зростають, а негідники є звичайною справою». Це при тому, що більшість населення Північної Кореї позбавлено доступу до новин і творів з-за кордонів.
Олександра Калініченко з «Громадського телебачення» писала: «Цей серіал став настільки популярним по всьому світі, бо транслює універсальний досвід. Світовий капіталізм та класова нерівність бентежать людей не тільки в Південній Кореї. А психологія існування в обмеженому просторі, що переживають головні герої, стає особливо актуальною в часи локдаунів та пандемії… Як це не жахливо, але глядач подумки „ставить“ на улюблених персонажів в очікуванні, хто з них переможе у грі. І тепер відчуття, що і сам глядач також втягнутий в цей соціальний експеримент».
А от на думку Луїса Чілтона з «Індепенденту», одним із головних факторів популярності «Гри в кальмара» є посередність інших шоу платформи Netflix. Він вважає серіал якісно виготовленим продуктом, проте відзначає, що порівняно з такими телесеріалами як «Гра престолів» і «Пуститися берега», шоу не є революційним.
Редакція «Vogue UA» зауважувала: «Багато хто вважає, що серіал є дзеркалом — хоча й дещо спотвореним — морального занепаду Південної Кореї (і світу загалом), що підживлюється сучасним капіталістичним суспільством. Цю ж тему було розкрито в оскароносному фільмі „Паразити“, який став справжнім гітом у 2019 році».

## Популярність

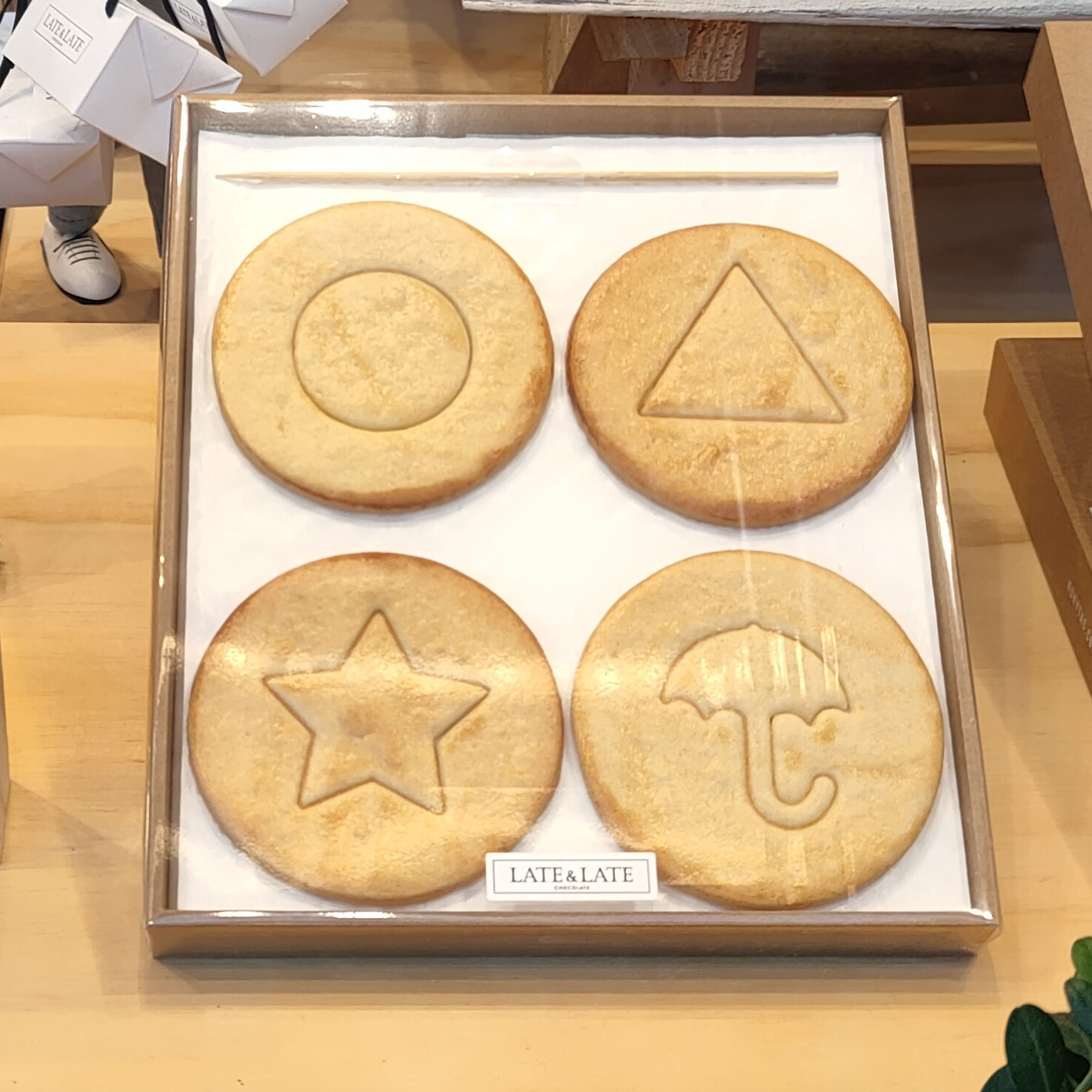
Льодяники далґона такого типу були показані в серіалі

### Ажіотаж навколо серіалу

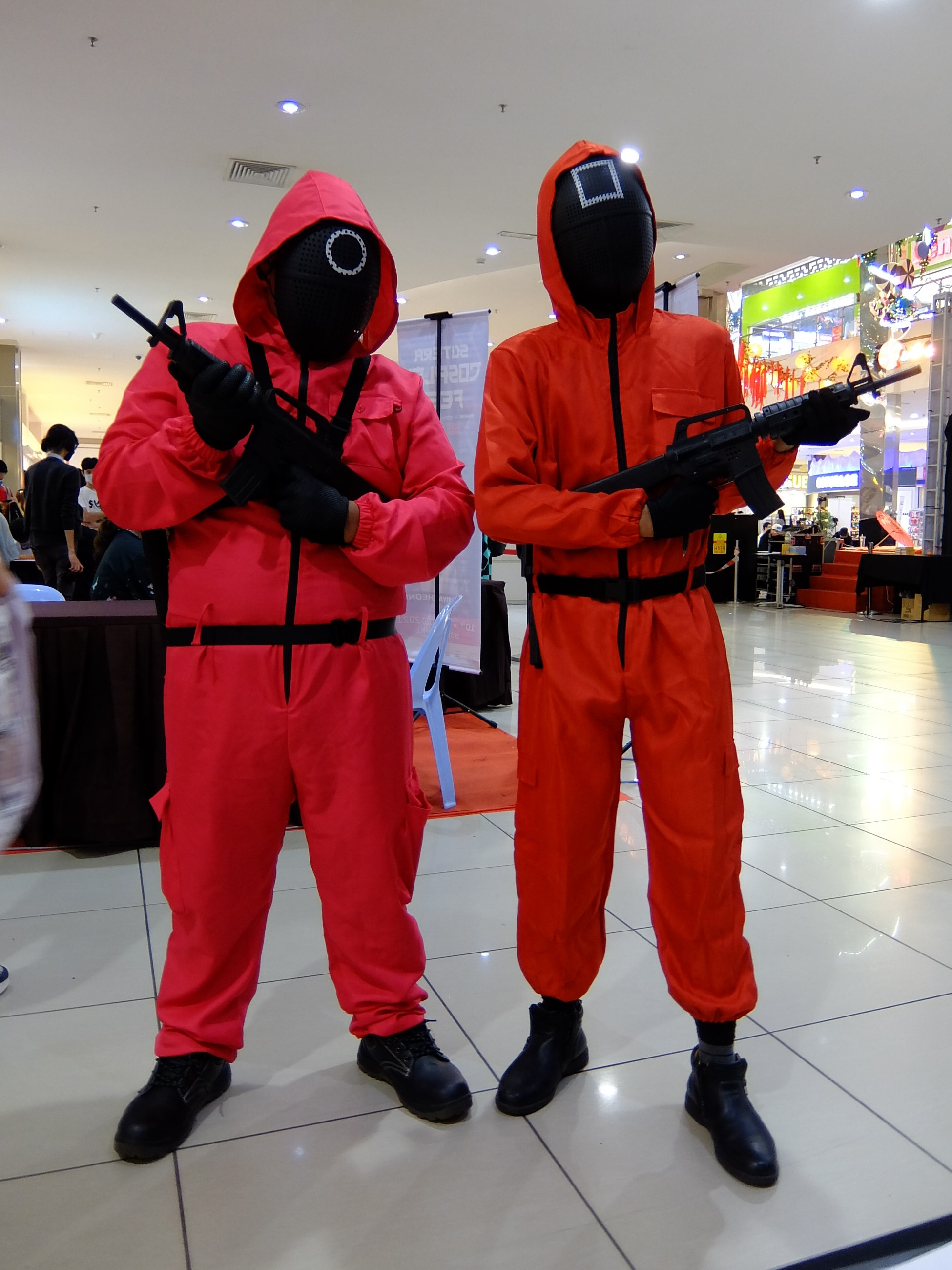
Косплей солдатів з «Гри в кальмара»